# ميتال غير سوليد إتش دي كوليكشين
ميتل جير سوليد اتش دي كولكشن (بالإنجليزية: Metal Gear Solid HD Collection)‏ هي لعبة فيديو اللعبة من تطوير كوجيما برودكشنز وهي من نشر كونامي .اللعبة تحتوي على ثلاثة اجزاء من ميتال جير هي ميتال غير سوليد 2: سنز اوف لبيرتي وميتال غير سوليد 3: سنيك إيتر وميتال غير سوليد: بيس والكر

## وصلات خارجية
- Metal Gear Solid HD Collection official website

- Metal Gear Solid HD Collection site